# Johannes Gehrts
Johannes Gehrts, auch Jochen Gehrts (* 26. Februar 1855 in St. Pauli; † 5. Oktober 1921 in Düsseldorf), war ein deutscher Maler, Buchillustrator und Kostümbildner.

## Leben

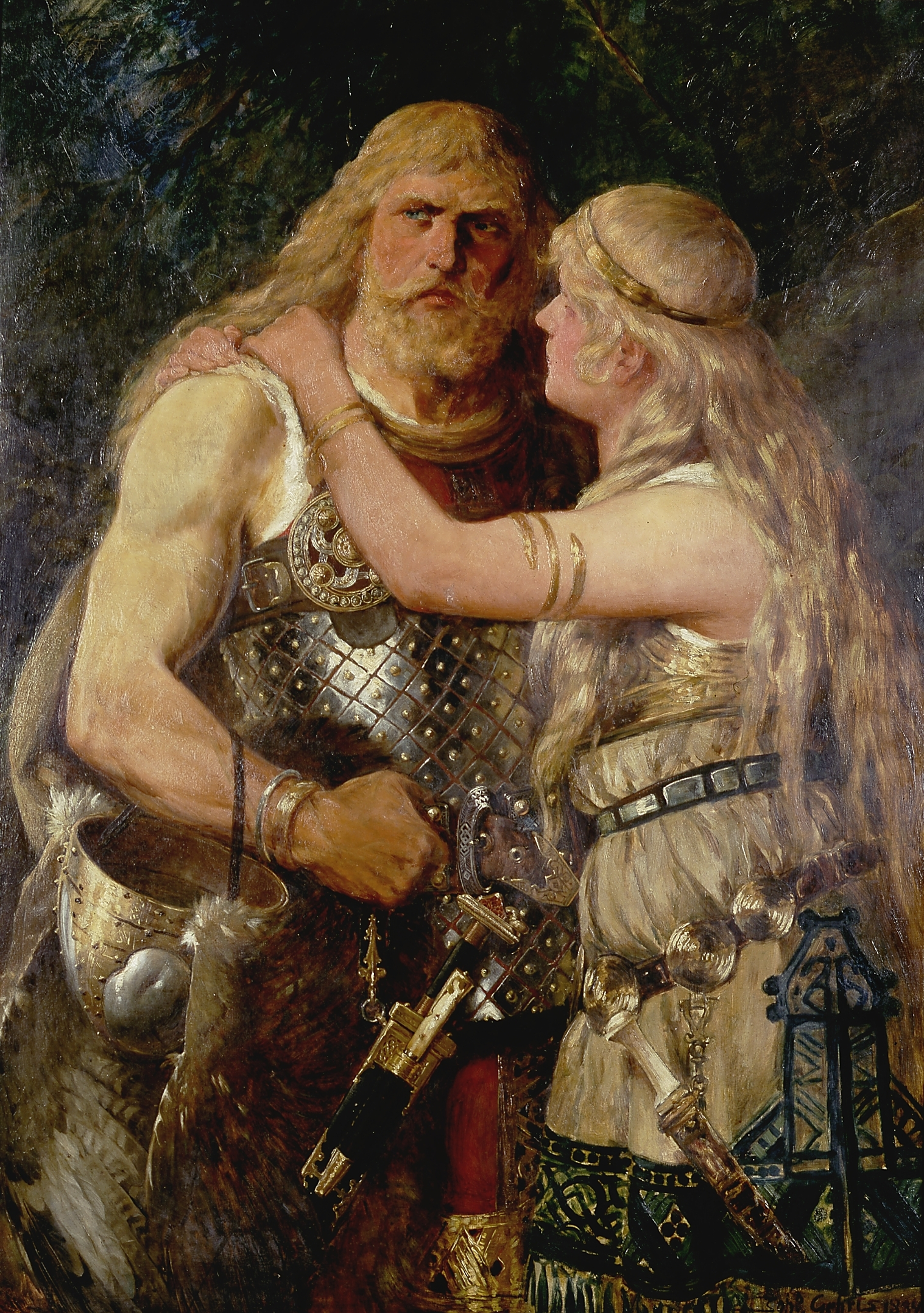
Armin verabschiedet sich von Thusnelda, 1884, Zehntscheune, Lippisches Landesmuseum

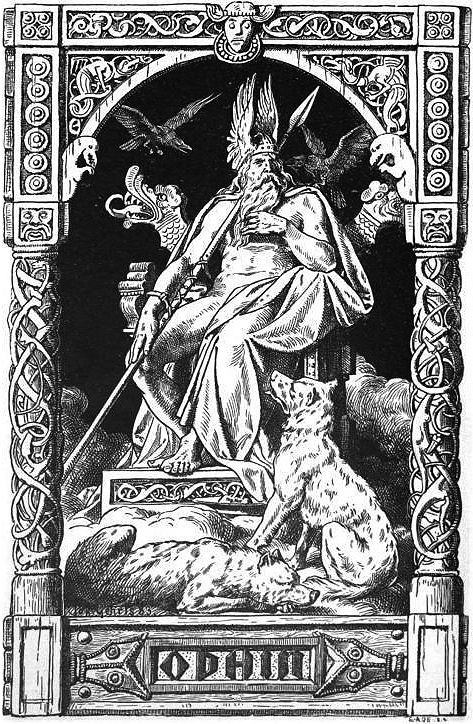
Odhin, Holzschnitt, Buchillustration 1901

Johannes Gehrts wurde als Sohn des Malers J. H. Gehrts geboren. Die Familie wohnte in der „neuen Friedrichstraße Hof Nr. 17“. Sein älterer Bruder war der Maler Carl Gehrts, sein jüngerer der Maler und Illustrator Franz Gehrts. Johannes Gehrts heiratete 1880 Laura Adeline Adelgunde Auguste Koettgen (1848–1924), eine Tochter des Malers Gustav Adolf Koettgen und ältere Schwester seiner Schwägerin Anna.
Gehrts besuchte die Kunstakademie in Weimar von 1873 bis 1876 und wurde u. a. von Albert Baur unterrichtet. Johannes Gehrts lebte und lehrte ab 1884 in Düsseldorf. Er gehörte der Düsseldorfer Malerschule an.
Auf der III. Internationalen Ausstellung von Aquarellen, Pastellen, Handzeichnungen und Radierungen in Dresden 1892 stellte er vier Bilder aus: „Im öden Moor“, „Auf der Fährte des Drachen“, „Grimme Feinde“ und „Nach schwerem Kampf“. Gehrts gilt als bedeutender Buchillustrator des 19. Jahrhunderts. Viele seiner Bilder wurden in der Gartenlaube und in den Fliegenden Blättern gedruckt. Er illustrierte Bücher zu germanischen Heldensagen, Marine- und Piratengeschichten, Reiseabenteuerromanen und Märchen. Die Gemälde und Illustrationen zu Heldensagen, Mythologie und Volksleben der Germanen trugen ihm den Spitznamen „Germanen-Gehrts“ ein.
Er war Mitglied der Burschenschaft Marchia Bonn.

## Werke (Auswahl)

### Buchillustrationen
- Reinhold von Werner: Das Buch von der Deutschen Flotte. 3., verm. u. fortgeführte Aufl. des Buches von der Norddeutschen Flotte. Illustriert von Wilhelm Diez, Johannes Gehrts u. a. Velhagen & Klasing, Bielefeld 1880.
- Felix Dahn: Harald und Theano. Eine Dichtung in fünf Gesängen. Illustriert von Johannes Gehrts. 2. Aufl. Tietze, Leipzig 1885. Digitalisat MDZ
- Die Welt im Kleinen für die kleine Welt. Ein Bilderbuch zu Lust und Lehr' für Mutter und Kind. In Friesen nach Original-Aquarellen von Woldemar Friedrich; Carl und Johannes Gehrts; Adolf von Grundherr; Julius Kleinmichel; Carl Röhling; Franz Simm; Hermann Vogel und mit begleitenden Strophen von Julius Lohmeyer; Frida Schanz und Johannes Trojan. Weise, Stuttgart 1885.
- Oskar Höcker: Die Brüder der Hansa. Historische Erzählung aus der Blütezeit des norddeutschen Kaufmannsbundes. Der reiferen Jugend zugeeignet. Mit vielen Illustratione. von Johannes Gehrts. Hirt, Leipzig 1886. (Merksteine deutschen Bürgertums Band 1)
- Sophie Wörishöffer: Das Buch vom braven Mann. Bilder aus dem Seeleben mit besonderer Berücksichtigung der Gesellschaft zur Rettung Schiffbrüchiger. Mit vielen Abb. von Johannes Gehrts; 3. Aufl. Hirt, Leipzig 1888.
- J. H. Otto Kern: Die Geißel der Südsee. Leben und Thaten eines Freibeuters der Jetztzeit. Der reiferen Jugend erzählt. Mit vielen Abb. von Johannes Gehrts. Hirt, Leipzig 1890
- Frederick Marryat: Der fliegende Holländer. Eine Matrosen-Sage. Nach Kapitän Marryat für die reifere Jugend frei bearb. von Otto Hoffmann. Mit 4 Farbendruck-Bildern nach Aquarellen von Joh. Gehrts. 2. Aufl. Thienemann, Stuttgart 1891.
- Karl von den Steinen: Unter den Naturvölkern Zentral-Brasiliens. Reiseschilderung und Ergebnisse der zweiten Schingú-Expedition, 1887–1888. Mit 30 Tafeln sowie 160 Text-Abbildungen nach den Photographien der Expedition, nach den Originalaufnahmen von Wilhelm von den Steinen und nach Zeichnungen von Johannes Gehrts nebst einer Karte von Prof. Dr. Peter Vogel. D. Reimer (Hoefer & Vohsen), Berlin 1894.
- Hanns von Zobeltitz: Das versunkene Goldschiff. Eine abenteuerliche Geschichte aus drei Erdteilen. Mit Aquarell-Titelbild und 12 Vollbildern in Tondruck, sowie 22 Kapitelvignetten von Johannes Gehrts. Velhagen & Klasing, Bielefeld 1898.
- Bruno Garlepp: Der Pußtenkönig. Erzählung aus dem ungarischen Steppenleben. Mit 8 Tonbildern nach Zeichnungen von Johannes Gehrts. Hirt, Leipzig 1902. (Jenseits der Grenzpfähle Band 4)
- Westfälisches Trachtenbuch. Die jetzigen und ehemaligen westfälischen und schaumburgischen Gebiete umfassend. Mit 24 Tafeln in Farbendruck, zahlreichen Textabbildungen und einer historischen Übersichtskarte bearbeitet von Franz Jostes. Mit Original-Zeichnungen von Johs. Gehrts. Velhagen & Klasing, Bielefeld 1904.
- Deutsches Heldenbuch. Dem deutschen Volke erzählt von Richard Weitbrecht. Illustrationen von Johs. Gehrts und Richard Ernst Kepler. 3. Aufl. Union Deutscher Verlags-Gesellschaft, Stuttgart 1905.
- Friedrich Gerstäcker: Der kleine Walfischfänger. Erzählung für die Jugend. Mit 5 Farbendruck-Bildern nach Aquarellen von Joh. Gehrts. %. Aufl. Neufeld & Henius, Berlin 1910.
- Julius Wolff. Sämtliche Werke. Hrsg. von Joseph von Lauff. Band 2. Sülfmeister. Eine alte Stadtgeschichte. Mit Vollbildern von Johs Gehrts. List, Leipzig 1912.
- Rudolph Vogel: Spinnweiblein. Märchen und Schwänke für Jung und Alt. Seinen Kindern erzählt. Mit Bildern von Johs. Gehrts. 3. Aufl. Perthes, Gotha 1812.
- Friedrich J. Pajeken: Bob der Millionär. Eine Erzählung aus dem Westen Nordamerikas. Für die Jugend. Mit Abbildungen nach Zeichnungen von Joh. Gehrts. 7. Aufl. Gehlen, Leipzig 1913.
- Frieda Amerlan: Götter und Helden der alten Germanen. Der Edda nacherzählt. Mit Bildern von Johannes Gehrts. 6. Aufl. Meidinger, Berlin 1915.

### Porträts
- Bildnis von Eduard Lorenz Meyer 1895 Staats- und Universitätsbibliothek Hamburg Digitalisat
- Bildnis von Arnold Otto Meyer 1894 Staats- und Universitätsbibliothek Hamburg Digitalisat